# Erving Walker
Erving Walker (New York, 17 gennaio 1990) è un cestista statunitense.